# À l'école des Gramounes
 (avril 2013).
Si vous disposez d'ouvrages ou d'articles de référence ou si vous connaissez des sites web de qualité traitant du thème abordé ici, merci de compléter l'article en donnant les références utiles à sa vérifiabilité et en les liant à la section « Notes et références ».
Pour plus de détails, voir Fiche technique et Distribution.
Une autre histoire de France (titre original en créole réunionnais À l'école des Gramounes) est un documentaire français réalisé par Dominique Barouch, sorti en 2006. 
Premier film de la réalisatrice, Une autre histoire de France est un long-métrage documentaire conçu comme un voyage dans le passé. En cherchant à faire un film sur l’histoire de leur île, une bande d’enfants vont revivre les aventures de leurs ancêtres.

## Synopsis
« Un Vieux qui meurt, c’est une bibliothèque qui brûle », affirme un proverbe africain. 
Mi-documentaire, mi-fiction, le film passe en revue les chapitres de la grande Histoire de ces poussières de l’ancien empire colonial français, qui subsiste aujourd’hui dans l’« l’Outre-mer ». À travers l’histoire de la Réunion, se retrouve les thèmes communs à une grande partie de l’Outre-mer, depuis l’Océan Indien jusqu’aux Antilles : l'esclavage, l’engagisme, le paludisme ou l’épopée de la canne à sucre, sans oublier les thèmes qui ont forgé l’identité d’un peuple — la musique, le métissage, les pratiques animistes ou les pratiques sociales.

## Fiche technique
- Réalisation : Dominique Barouch
- Production : Ciné Horizon, Marie-Claude Lui-Van-Sheng
- Coproduction : Le Jour de la Baleine / Antenne Réunion / CanalRéunion
- Distribution : Le Jour de la Baleine
- Photographie : Briag Bouquot
- Son : Alain Rosenfeld
- Musique originale : Pat'Jaune
- Conseiller artistique : Jean-Michel Durand
- Photographe de plateau : Jean-Claude Gibert
- Durée : 93 min
- Pays d'origine :  France
- Date de sortie (Réunion) : octobre 2006
- DVD, Rose Night productions, 2010

## Festivals
À l'école des Gramounes a été sélectionné aux festivals suivants : 
- Mostra Africa Hoje 2013 (Brésil),
- Vues d'Afrique 2008 (Canada)[1],
- IIFF - International Images Film Festival for Women 2007 (Zimbabwe),
- Festival du film d'Afrique et des îles (île de La Réunion) 2007
- Dockanema (Mozambique) 2007
- Durban International Film Festival [2] (Afrique du Sud) 2007[3].